# 及川和男
及川 和男（おいかわ かずお、1933年10月13日 - 2019年3月10日）は、日本の作家。小説、ノンフィクション、児童文学など幅広く活動した。日本文芸家協会、日本ペンクラブ、日本児童文学者協会、島崎藤村学会会員。一関市立一関図書館名誉館長。

## 生涯
東京府（現・東京都）池袋に生まれ、豊島区立池袋第五小学校入学後、本郷区立駒本国民学校に転校。1945年（昭和20年）の東京大空襲の後に福島県南会津郡檜原村へ疎開。その後、岩手県内を転々とし、1946年（昭和21年）12月から父の郷里である一関市に住むようになる。1949年、一関市立一関中学校卒業。
1952年、岩手県立一関第一高等学校普通科を卒業後、岩手殖産銀行（現：岩手銀行）に入行、銀行員として勤務の傍ら小説を書く。鈴木彦次郎に師事し、1971年、「雛人形」が雑誌『民主文学』に掲載されてから、同誌を中心に活躍。そこに連載した長編『深き流れになりて』で、1975年に多喜二・百合子賞を受賞する。
1976年3月末に岩手銀行を依願退職してからは、作家専業となる。
1980年代からは、岩手の地域に根差した作品も多く、沢内村の医療制度を作品化した『村長ありき』も評判になる。同作はNHKで放送、劇団銅鑼により『燃える雪』の題で劇化、『いのちの山河』の題で映画化もされた。この他の及川の著書では、1993年の『米に生きた男』も『北の米』の題で日中合作ドラマ化されている。
1970年からは日本民主主義文学同盟に参加していたが、政治と文学の関係に深く傷つき、1987年に脱退している。
1995年、一関市文化賞受賞。1998年から『北の文学』編集委員。2013年4月、一関市立一関図書館名誉館長就任。
三好京三とは旧制一関中学校以来の交友があり、1955年頃からは三好らとともに同人誌も出していた。三好の没後、いちのせき文学の蔵の会長職を引き継いだ。
2019年3月10日、多臓器不全のため奥州市内の病院で死去。85歳没。

## 受賞歴等
- 第7回多喜二・百合子賞（1975年、『深き流れとなりて』）
- 第39回青少年読書感想文全国コンクール 小学校高学年課題図書選定（1993年、『森は呼んでいる』）
- 第4回農民文化賞（1994年、『米に生きた男 日中友好水稲王＝藤原長作』）
- 一関市文化賞（1995年）
- 第15回北の児童文学賞（1999年、『なんでも相談ひきうけます』）
- 第49回青少年読書感想文全国コンクール 小学校低学年課題図書選定（2003年、『いのちは見えるよ』）[6]
- 第1回いのちの灯文化賞（2010年）[2]

## 著書
- 『深き流れとなりて』（新日本出版社） 1974
- 『雛人形』（民衆社） 1977
- 『森が動く時』（新日本出版社） 1977

「森が動く」の題で日本経済新聞に連載されていたものの書籍化
- 『愛したたかい生きる』（学習の友社） 1979
- 『ちいさな家族』（新日本出版社） 1979
- 『荒野を拓く教師たち 非行ゼロ・退学ゼロにいどむ水沢一高』（あゆみ出版） 1980
- 『希望水系』（新日本出版社） 1982
- 『村長ありき 沢内村深沢晟雄の生涯』（新潮社） 1984 のち文庫、のち改題『「あきらめ」を「希望」に変えた男』（日経ビジネス人文庫）
- 『春の岸辺』（みずち書房（ 1984
- 『生命村長 深沢晟雄物語』（童心社、ノンフィクション・ブックス） 1985
- 『若きいのちへの旅 北の文学原風景』（労働旬報社、青春ライブラリー） 1986
- 『あらぐさの記』（青磁社） 1986
- 『わらび座修学旅行』（岩波ジュニア新書） 1987
- 『命見つめ望み抱き』（桐書房） 1987
- 『甲子園への遠い道』（北上書房） 1987
- 『鐘を鳴らして旅立て みどり学園療育記』（新潮社） 1989
- 『看護婦の文章読本』（桐書房） 1989
- 『かあさんは看護婦さん』（岩崎書店） 1989
- 『まぼろしのプレーボール』（岩崎書店） 1990
- 『いいお産、したい 小豆沢病院・立川相互病院産科チームの発信』（桐書房） 1991
- 『イーハトーヴ通信』（新潮社） 1992
- 『森は呼んでいる』（岩崎書店） 1992
- 『米に生きた男 日中友好水稲王 = 藤原長作』（筑波書房） 1993
- 『また来てマック』（岩崎書店） 1995
- 『白い森のふるさと』（岩崎書店） 1995
- 『テル、ごめんね』（岩崎書店） 1996
- 『なんでも相談ひきうけます』（岩崎書店、文学の泉） 1998
- 『佐藤輔子 藤村永遠の恋人』（本の森） 1999
- 『なみだの琥珀のナゾ』（岩崎書店、文学の泉） 2000
- 『いのちは見えるよ』（岩崎書店、いのちのえほん） 2002
- 『命見つめ心起こし 「生命村長」深沢晟雄スタディー』（れんが書房新社） 2010
- 『ザシキボッコの風』（本の泉社） 2011
- 『浜人(はんもうど)の森2011』（小坂修治さし絵、本の泉社） 2013
- 『心の鐘 文学の情景』（岩手日日新聞社） 2015
- 『戊辰幻影 みゆき女口伝』（れんが書房新社） 2015

### 共編著
- 『人間として看護婦として <ドキュメント>盛岡赤十字病院・看護改善の十年』（盛岡看護学セミナー共著、あゆみ出版） 1979
- 『誰のための銀行』（平田貞治郎共著、大月書店、大月フォーラムブックス） 1981
- 『リハビリ看護最前線 秋田・中通三院からのレポート』（編著、桐書房、ナーシングブックス） 1987